# Východoarabské číslice

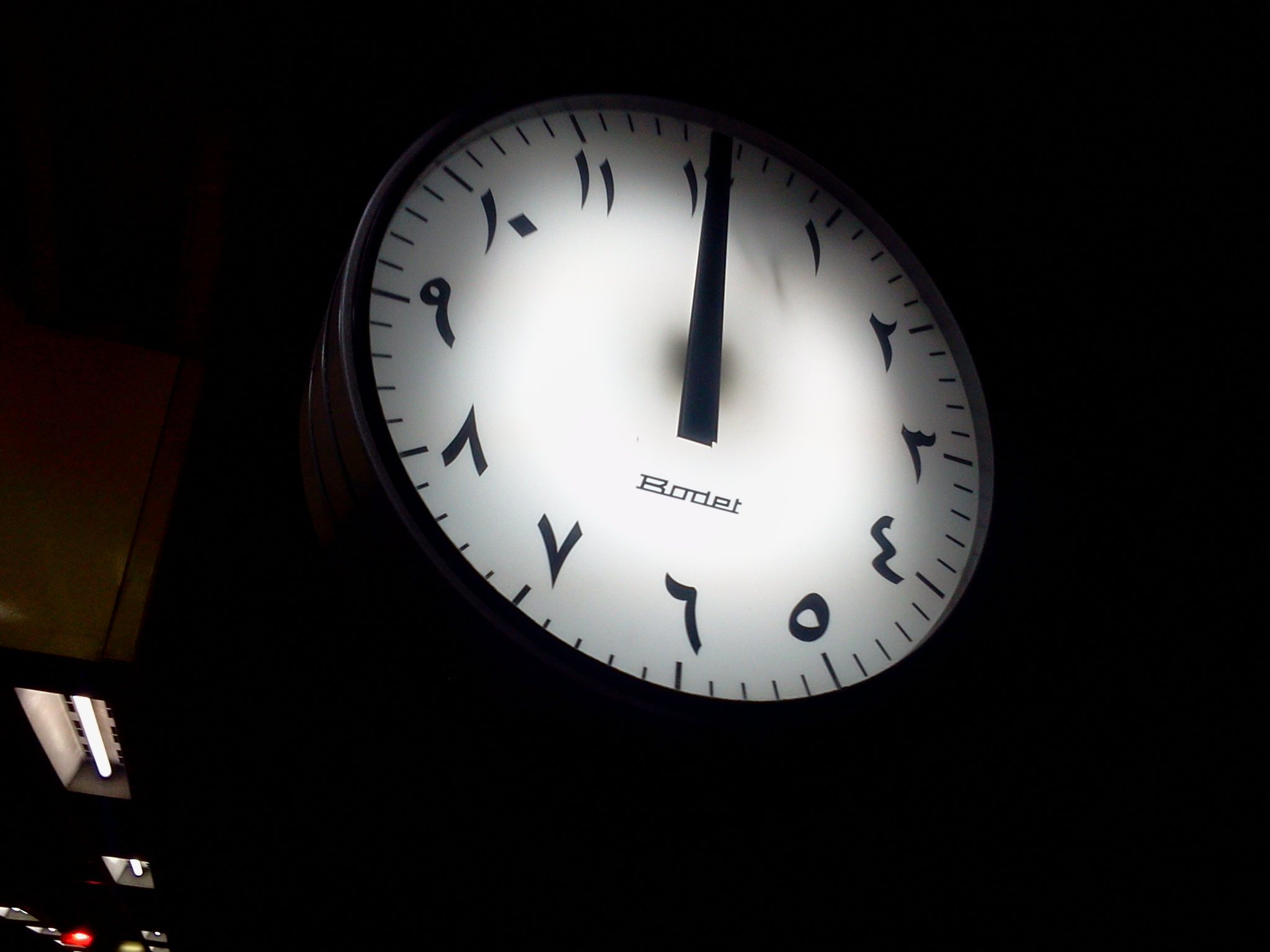
Východoarabské číslice na hodinách v káhirském metru.

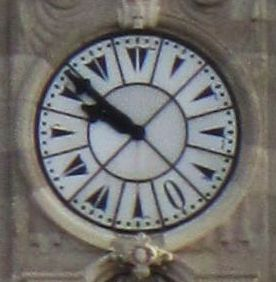
Na hodinách v Osmanské říši se většinou používaly východoarabské číslice.

Východoarabské číslice (nazývané také arabsko-Indické číslice a arabské východní číslice) jsou symboly použité k reprezentaci hindsko-arabské číselné soustavy ve spojení s arabskou abecedou v zemích Mašreku (na východě arabského světa), na Arabském poloostrově a ve variantách v dalších asijských zemích, které používají perské písmo.

## Další jména
Tyto číslice jsou známy jako أرقام هندية‎ ( "indická čísla") v arabštině. Někdy se také označují v různých jazycích jako "indické číslice" . To je však někdy odrazující, protože to může vést k záměně s indickými číslicemi, které se používají ve znacích jazyka bráhmí v Indii.

## Číslice
Každá číslice v perské variantě má rozdílný unicodový znak, a to i když vypadá totožná s východoarabským číselným protějškem. Varianty používané v urdštině, sindhi a dalších jihoasijských jazycích však nejsou kódovány odděleně od perských variant.

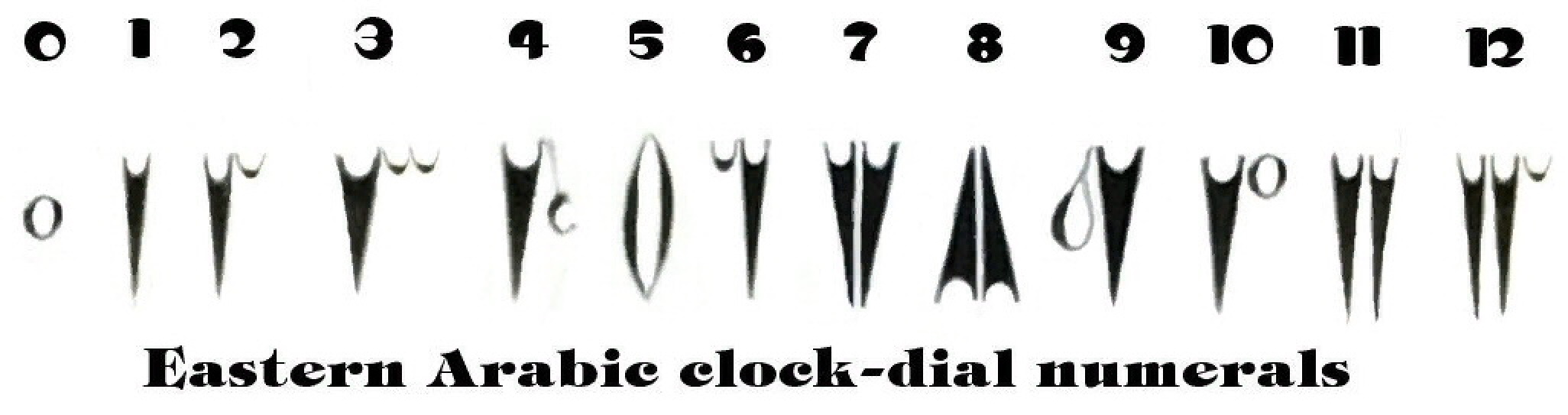
východoarabské hodinové číslice

| západoarabské           | 0         | 1         | 2         | 3         | 4         | 5         | 6         | 7         | 8         | 9         |
| východoarabské          | ٠‎         | ١‎         | ٢‎         | ٣‎         | ٤‎         | ٥‎         | ٦‎         | ٧‎         | ٨‎         | ٩‎         |
| persko-arabská varianta | ۰‎         | ۱‎         | ۲‎         | ۳‎         | ۴‎         | ۵‎         | ۶‎         | ۷‎         | ۸‎         | ۹‎         |
| urdská varianta         | číslice 0 | číslice 1 | číslice 2 | číslice 3 | číslice 4 | číslice 5 | číslice 6 | číslice 7 | číslice 8 | číslice 9 |

## Použití
Psané číslice jsou uspořádány tak, že jejich číslice s nejnižší hodnotou je umístěna napravo a vyšší poziční hodnota se přidává nalevo. Je identické s uspořádáním používaném v západních textech při použití arabských číslic, přestože arabské písmo se čte zprava doleva. Neexistuje v tom žádný rozpor, pokud není nezbytné číslice zarovnat, jako je tomu v případě aritmetických úloh (jak v jednoduchém sčítání nebo násobení) a při tvorbě seznamů čísel, které se většinou zarovnávají na desetinnou čárkou nebo tečku. 

## Současné použití

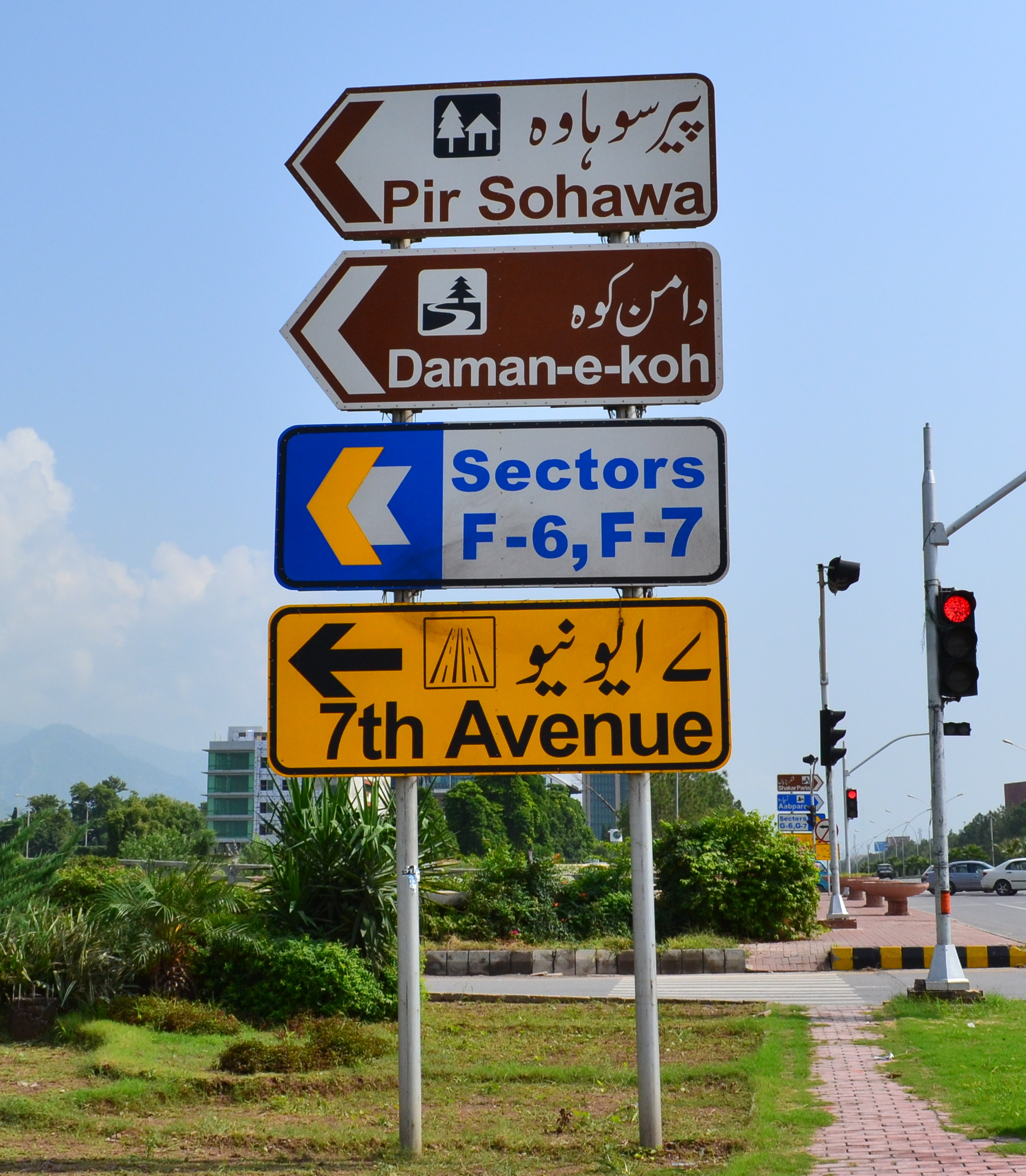
Dvojjazyčná pákistánská dopravní značka ukazuje použití obou východo i západo arabských číslici. Je jasně vidět sklon k západním číslicím.

Východoarabské číslice zůstávají silně převažujícím protějškem západoarabské číslice v mnoha zemích na východě arabského světa, a to zejména v Íránu a Afghánistánu. V arabsky mluvící Asii, stejně jako v Egyptě, Súdánu a oblasti známé jako arabský Mašrek se používají oba druhy číslic vedle sebe. Západní číslice se však stávají stále více oblíbenými i ve velmi tradičních zemích jako je Saúdská Arábie.
V Pákistánu se západoarabské číslice používají stále ve větší míře, protože značná většina současné populace je anglofonní. Východní číslice se i nadále používají v urdských publikacích a novinách, stejně jako na reklamních cedulích.
V severní Africe (s výjimkou Egypta a Súdánu) se nyní běžně používají pouze západoarabské číslice (0, 1, 2, 3, 4, 5, 6, 7, 8 a 9). Ve středověku tyto oblasti používaly mírně odlišnou sadu znaků (ze které přes Itálii západní "arabské číslice" pocházejí).